# ساره أرتشر
ساره أرتشر (بالإنجليزية: Sarah Archer)‏ هي ممثلة وعارضة أزياء بريطانية ولدت في يوم 29 أكتوبر 1990 في مدينة بورتسموث في المملكة المتحدة، ولدت لأب بريطاني وأم عراقية، وأشتهرت بعدما فازت بلقب ملكة جمال بورتسموث لسنة 2008 ومثلت بريطانيا في مسابقة ملكة جمال الأرض لسنة 2008. ستمثل في الفيلم المصري جوز هندي مع مصطفى شعبان في 2016.

## وصلات خارجية
- ساره أرتشر على موقع IMDb (الإنجليزية)

- سارة آرتشر على قاعدة بيانات الأفلام العربية
- الصفحة الرسمية على فيس بوك